# Alessandro Giannessi
Alessandro Giannessi (ur. 30 maja 1990 w La Spezii) – włoski tenisista, reprezentant w Pucharze Davsa.

## Kariera tenisowa
Jest zwycięzcą trzech turniejów rangi ATP Challenger Tour w grze pojedynczej. Debiut w drabince głównej zawodów wielkoszlemowych Włocha miał miejsce podczas US Open 2016. Przechodząc najpierw przez kwalifikacje, pokonał w 1. rundzie Denisa Kudlę, a przegrał ze Stanem Wawrinką.
W kwietniu 2017 zadebiutował w reprezentacji Włoch w Pucharze Davisa.
W rankingu gry pojedynczej najwyżej był na 84. miejscu (24 lipca 2017), a w klasyfikacji gry podwójnej na 171. pozycji (14 października 2013).

### Zwycięstwa w turniejach ATP Challenger Tour w grze pojedynczej
| Końcowy wynik | Nr | Data             | Turniej    | Nawierzchnia | Przeciwnik     | Wynik finału     |
| ------------- | -- | ---------------- | ---------- | ------------ | -------------- | ---------------- |
| Zwycięzca     | 1. | 18 września 2016 | Szczecin   | Ceglana      | Dustin Brown   | 6:2, 6:3         |
| Zwycięzca     | 2. | 16 września 2018 | Banja Luka | Ceglana      | Carlos Berlocq | 6:7(6), 6:4, 6:4 |
| Zwycięzca     | 3. | 2 czerwca 2019   | Vicenza    | Ceglana      | Filippo Baldi  | 7:5, 6:2         |